# 学校法人国士舘

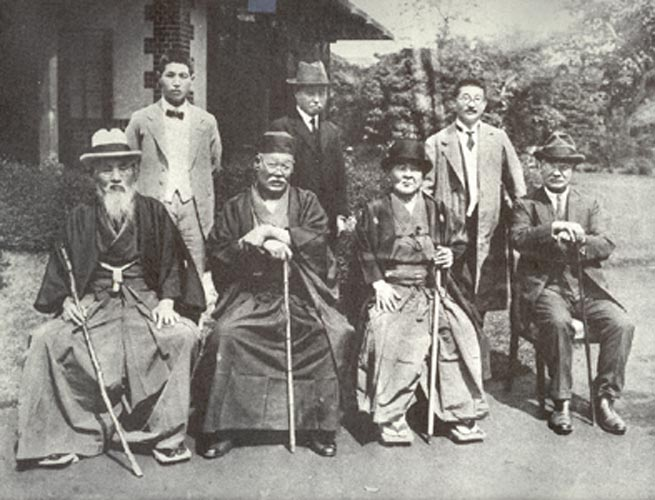
国士舘の設立を協議する有志　前列左から頭山満、野田卯太郎、渋沢栄一、徳富蘇峰、後列左から花田半助、渡辺海旭、柴田徳次郎

学校法人国士舘（がっこうほうじんこくしかん）は日本の学校法人の一つであり、国士舘大学、国士舘中学校・高等学校を運営している。過去には国士舘短期大学や国士舘大学福祉専門学校もあった。

## 概要
1917年（大正6年）柴田徳次郎が「興国救人」を理想と掲げ頭山満と三浦梧楼を顧問とし花田半助、中野正剛、緒方竹虎、野田卯太郎、渋沢栄一、徳富蘇峰等、多数の有志と共に私塾国士舘を当時の東京府麻布区（現在の東京都港区南青山）に創立。2年後の1919年に、当時の荏原郡世田ヶ谷村にあった現在地に移転し、財団法人国士舘として法人化した。
戦後は、1946年に法人名を至徳学園と改称し、1949年に私立学校法によって学校法人制度が導入されたのを受け、1951年には学校法人至徳学園に改組された。1953年に法人名を旧に復し、学校法人国士舘となった。

## 所在地
東京都世田谷区世田谷4-28-1

## 廃止校
- 国士舘短期大学（1953年開学～2003年5月閉学）
- 国士舘大学福祉専門学校（1995年開校～2007年3月閉校）

## 社会との関わり
- 文化庁より登録有形文化財（建造物）として『国士舘大講堂』が2017年(平成29年)10月27日付けで登録を受ける。[4]

## 税制上の優遇措置

### 特定公益増進法人
- 本法人は、『私立学校法第3条に規定する学校法人で学校の設置若しくは学校及び専修学校若しくは各種学校の設置を主たる目的とするもの又は私立学校法第64条第4項の規定により設立された法人で専修学校若しくは各種学校の設置を主たる目的とするもの』として特定公益増進法人の交付を受けている法人である。そのため、寄附金の額に応じて個人・法人の所得から控除（個人は確定申告、法人は当該事業年度の損金算入による手続き）される税法上の優遇措置を受けられる。[5]設備や機器による形態の寄附も同様。

### 受配者指定寄附金
- 企業等の法人が日本私立学校振興・共済事業団を通じて指定する学校法人へ行う寄附制度。本制度を利用することで、寄附金を支出した事業年度に当該寄付金額を損金に算入することがでる税法上の優遇措置[6]を受けられる。

### 寄附講座寄附金
- 企業等の法人が寄附講座寄附金（提携/連携講座寄附金など）を開設した場合、法人税法により、寄付金を支出した事業年度に当該寄附金額を損金に算入し、税法上の優遇措置を受けられる。
- 個人が寄附講座寄附金（提携/連携講座寄附金など）を開設した場合、所得税法、住民税（地方税法(県民税・市町村民税)）により、総所得金額から寄附金の額を控除することができ、税法上の優遇措置を受けられる。

### 現物寄附
- 租税特別措置法により、土地、建物、株など有価証券等の現物寄附の「みなし譲渡所得（値上がり益等）」は非課税として控除される。[7][8]

### 遺贈
- 租税特別措置法により、遺贈（遺言信託）を行った場合、相続税が非課税として控除される。[7][8]

## 外部からの評価
株式会社日本格付研究所 (JCR) から、<AA-> を2011年より10年連続で取得している。